# 小法廷
小法廷（しょうほうてい）とは、最高裁判所における、裁判官5人で構成される合議体、あるいは5人の合議体で審理する場合の最高裁判所における法廷のこと。定足数は3名。

## 概要
第一・第二・第三の3つの小法廷がある。
最高裁判所裁判官は、下級裁判所において高等裁判所長官や判事を務めた裁判官以外からも任命されるが、各小法廷には出身分野の偏りが生じないよう、裁判官が振り分けられている。おおむね1つの小法廷につき、裁判官出身から2名、弁護士出身から1 - 2名、検察官出身から0 - 1名、法曹以外出身の行政官、外交官、法学者らから1名の配分だが、一時的に変わることもある。
各小法廷は独立しており、小法廷ごとに審議の仕方や裁判官の交流、調査官や事務総局との付き合い方、宅調日や定期的な会食の有無など異なったしきたりや雰囲気があるといわれている。
最高裁に上告申立てのあった事件は、いずれかの小法廷に係属する。小法廷の裁判長は固定されておらず、事件ごとに小法廷所属のいずれかの裁判官に割り当てられる。事件の多くは公判や口頭弁論を開くことなく、書面審理のみで原判決の結論が維持される（三行決定）。逆に、法廷を開いて当事者による弁論が行われる場合は、何らかの形で控訴審判決が見直される・破棄されて高等裁判所へ事件が差し戻される可能性が濃厚である。ただし、死刑事件に限っては、慣例として必ず公判を開いて弁論が行われる。
違憲判決が下される場合等、重要な事件は小法廷から大法廷に回付される。各小法廷が共通の法律問題を含んだ事件を抱えている場合に、仮にそれぞれの解釈が異なっていると、一つの小法廷が先行して判決を出した場合は他の小法廷は不本意ながら同じ趣旨の判決を出すか、あるいは事件を大法廷に回付して先行判例の変更を求めるかしなければならないので、判決の前にお互いの考え方を確認しておくために各小法廷が一堂に会して事実上の意向確認をする。3小法廷が一堂に会する場合は「事実上の大法廷審議」と呼ばれる。慣例的に小法廷に出席しない最高裁判所長官は「事実上の大法廷審議」にも出席しない。

### 長官と小法廷
最高裁判所長官もいずれかの小法廷に所属する。ただし、長官は裁判所内の司法行政事務や、内閣総理大臣・衆議院議長・参議院議長と共に「三権の長」の1人として外部の公式行事で多忙になるためか、小法廷事件の審理に関与しないことが慣例である。このため、長官の所属する小法廷に係属した事件は、基本的に長官を除く4人の裁判官によって審理されている。
もっとも、長官が小法廷の審理に関与することは可能であり、その場合は必ず長官が裁判長を務める。
- 第4代長官の横田正俊は小法廷の審理に関与し続け、長官時代に少なくとも3件の事件の審理に関与し、裁判長として判決を言い渡した[9][10][11]。
- 最高裁判所判事を経ずに第17代長官に就任した竹﨑博允は、就任時に小法廷の審理に関与する意向を表明し、少なくとも4件の審理に関与して裁判長として判決を言い渡した[12][13][14][15]。

長官が加わらない4人小法廷で結論が2対2に分かれた場合は、本来なら最高裁判所裁判事務処理規則第9条に基づいて大法廷に回付されるが、大法廷への回付を回避するために小法廷で長官が参加して小法廷で結論を出す可能性もあるとされる。
小法廷構成について民事裁判官出身者及び刑事裁判官出身者又は検察官出身者を1人ずつ配置することが慣例化しており、長官を外した4人小法廷でも前述の配置となるようにしているが、長官人事によって前述の配置が崩れる場合は、裁判官会議の議を経た上で、4人小法廷でも前述の配置となるように長官の小法廷が配置換えになった事例もある。

## 小法廷の構成
(2025年7月24日現在、太字は長官)
|            | 第一小法廷        | 第二小法廷      | 第三小法廷      |
| ---------- | ----------------- | --------------- | --------------- |
| 裁判官出身 | 安浪亮介 中村慎   | 今崎幸彦 尾島明 | 林道晴 平木正洋 |
| 弁護士出身 | 岡正晶 宮川美津子 | 高須順一        | 渡邉惠理子      |
| 検察官出身 | 堺徹              | 三浦守          | -               |
| 行政官出身 | -                 | 岡村和美        | 石兼公博        |
| 法学者出身 | -                 | -               | 沖野眞已        |

- 岡村和美は行政官出身の枠で任命されているが、弁護士、検察官の経歴もある。